# Келлермайр, Лиза-Мария
Лиза-Мария Келлермайр (нем. Lisa-Maria Kellermayr; 22 октября 1985 — 29 июля 2022, Зеевальхен-ам-Аттерзее, Верхняя Австрия) — австрийский врач. Получила широкую известность, когда ей стали массово угрожать т. н. «антиваксеры» — противники вакцинации и критики мер защиты от коронавируса во время пандемии COVID-19. В итоге она закрыла свою практику, заперлась у себя в доме и через месяц покончила жизнь самоубийством.
Власти, особенно австрийскую полицию, неоднократно обвиняли в провале по расследованию этого дела.

## Биография
Келлермайр прошла обучение на фельдшера. Затем изучала медицину в Граце и Вене, работала в реабилитационной клинике в Бад-Ишле. С марта 2020 года работала в службе скорой помощи врачом общей практики и несколько месяцев проработала в борьбе с пандемией коронавируса.
Она обнаружила, что глюкокортикоид будесонид предотвращает тяжелое прогрессирование COVID-19 и госпитализацию. Этими знаниями она поделилась в конце октября 2020 года на онлайн-курсе повышения квалификации участковых врачей. Вряд ли это было известно широкой публике.
В течение нескольких месяцев Келлермайр поступали угрозы от противников вакцинации. Угрозы в её адрес начались, когда она раскритиковала в Twitter демонстрацию противников противоковидных мер перед клиникой в Вельсе 16 ноября 2021 года. Полиция Верхней Австрии назвала твит Келлермайр «ложной тревогой» и обвинила её в том, что она «выдвигает себя на публику для саморекламы».
Келлермайр удалила свой твит и попросила полицию удалить и ответный твит. Она написала в Твиттере: «Этот твит стал основой для потока оскорблений, клеветы, угроз, чтобы причинить мне максимальный вред. Он используется как причина называть меня лгуньей, ведьмой». Полиция не ответила и не удалила твит даже несколько месяцев спустя, когда дело уже привлекло широкое внимание средств массовой информации. Келлермайр стала известна в кругах радикальных противников вакцинации благодаря полицейскому твиту и стала объектом угроз расправы, запугивания и жестокого обращения.
Она получила несколько угроз от человека, называвшего себя «Клаас Убийца». Он угрожал «зарезать» Келлермайр, «одурить и пытать её в подвале». Келлермайр попросила защиты у полиции, но её просьба была отклонена. По словам Келлермайр, чтобы защитить себя и своих сотрудников, она потратила 100 000 евро на меры безопасности и персонал частной охраны. Сотрудники службы безопасности неоднократно отбирали ножи-бабочки у людей, которые хотели войти в её врачебный кабинет.
6 апреля 2022 года в прокуратуру Вельса на неизвестных лиц было подано заявление об опасных угрозах в адрес Келлермайр, следы возможного преступника вели в Германию. 14 июня 2022 года австрийский суд прекратил расследование, поскольку возможный преступник все равно не мог быть осужден в Австрии. Затем главный представитель полиции Верхней Австрии Дэвид Фуртнер сказал ORF, что Келлермайр выставит себя на всеобщее обозрение, и посоветовал ей обратиться за психологической помощью.
В конце июня 2022 года Келлермайр закрыла свою практику. Австрийское Управление по защите конституции тогда впервые начало заниматься этим делом. Немецкая женщина-хакер предоставила информацию о «Клаасе Убийце». Опознать человека «не составило особых усилий», полиция «очевидно ничего не сделала по этому поводу», сказала она Die Presse. Полиция Верхней Австрии отвергла обвинения, а Управление государственной безопасности и разведки заявило, что серьёзно относится к результатам исследования хакера.
28 июля 2022 года Келлермайр говорила со Standard.at. 29 июля 2022 года она была найдена мертвой в кабинете врача в Зеевальхен-ам-Аттерзее. Она совершила самоубийство.

## Реакция

### Австрийские власти и политики
О дальнейших расследованиях австрийских властей ничего не известно. Представитель полиции Дэвид Фуртнер подал в суд со своим адвокатом и заявил о прекращении и воздержании от действий против пользователя Twitter, раскритиковавшего его заявления.
Канцлер Карл Нехаммер (АНП) ничего не сказал по этому делу. Свою озабоченность выразили глава СДПА Памела Ренди-Вагнер и мэр Вены Михаэль Людвиг (СДПА). NEOS объявила, что начнет парламентское расследование действий полиции.

### Немецкие власти и политики
Пресс-секретарь прокуратуры Мюнхена II, органа, ответственного за район вокруг баварской столицы Мюнхена, через четыре дня после смерти Келлермайр подтвердила «расследование в отношении мужчины по подозрению в оскорблении и угрозах».
Министр здравоохранения Германии Карл Лаутербах (СДПГ), который сам столкнулся с массовыми угрозами с начала пандемии COVID-19, написал в Твиттере: «Она спасла жизни других и потеряла свою. Твою работу продолжают другие. Государство должно защищать таких, как они». Лидер партии СДПГ Саския Эскен призвала людей поддержать жертв психологического насилия.
Немецкий Центр мониторинга, анализа и стратегии (CeMAS) заявил, что стратегия последовательного нападения на людей очень специфично используется средой латерального мышления и, к сожалению, во многих случаях дает желаемый эффект. Многие из тех, кто подвергся нападению, замыкаются в себе или больше не выражают определённые вещи, поскольку степень риска трудно оценить, особенно одиноким людям, и угроза может быть очень реальной. Есть тип людей, которые действуют целенаправленно, постоянно угрожая тем, кто думает иначе, и людей, которые дают волю своей ненависти, но действуют менее стратегически.